# Атсыз, Нихаль
Нихаль Атсыз (тур. Nihal Atsız 12 января 1905, Кадыкёй, Стамбул, Османская империя — 11 декабря 1975, Стамбул, Турция) — турецкий писатель, поэт, публицист, политический и общественный деятель и крупнейший турецкий идеолог и теоретик пантюркизма. Нихаль Атсыз был горячим сторонником пантюркизма и выступал за объединение всех тюркских народов под одно государство Туран. За период своего творчества за свои ультраправые взгляды несколько раз был арестован, уволен. До конца своей жизни остался ярым последователем турецкого национализма.

## Биография
Нихаль Атсыз родился в 12 января 1905 года в семье майора османского флота Мехмет Наиль Бея и домохозяйки Фатимы Зехры Ханым. Он закончил свое начальное образование в различных школах Кадыкёя, а окончательно среднее образование в средней школе Стамбула. После школы поступил в военно-медицинскую академию. В это время стал приверженцем идеи тюркизма. Во время учёбы за постоянные разногласия и драки с другими студентами, придерживавшихся различных идеологий, а также за то что не отдал воинскую честь лейтенанту арабского происхождения (из Багдада) Месуду  Сурейя, Атсыз был исключён из училища 4 марта 1925 года, будучи на третьем курсе. После этого события в течение трех месяцев преподавал в лицее. После небольшого перерыва поступил на педагогический факультет Стамбульского университета. Окончив университет, поступил в аспирантуру того же вуза. Его однокурсниками были такие знаменитые люди как Пертев Боратав Наили, Хасан Тахсин, Орхан Шаик, Нихат Сами. После окончании вуза был личным ассистентом Мехмета Фуата Кёпрюлю.
Был старшим братом Неждет Санчара и духовным сыном знаменитого врача, историка и тюрколога Рыза Нура.

## Общественная и политическая деятельность
Нихаль Атсыз несколько раз был арестован за критику против Кемалистического режима и правлении Республиканской народной партии в Турции. Издавая журнал «Орхун» в одном из номеров допустил критику в адрес учебников истории, за что ему было запрещено издавать журнал решением Совета Министров. В марте 1944 года он опубликовал на страницах «Орхуна» открытое письмо тогдашнему премьер-министру Турции, в котором обвинял министерство образования в том, что оно потворствует левацким, коммунистически настроенным кругам, во главе которых стоял писатель Сабахаттин Али. Тем самым тюркисты как бы объявили идейную войну левым силам Турции. Такую же идейную войну левым Атсыз объявил позднее, в 1967 году. Тогда это были статьи, обвинявшие турецких левых в том, что они разжигают идеи сепаратизма на юго-востоке Турции с целью создания там коммунистического правления.

## Фракийский погром
Нихаля Атсыза несколько раз обвиняли в расовой дискриминации, радикальном национализме и антисемитизме, которые привели к событию, произошедшему в 1934 году. Большинство аналитиков и исследователей межвоенного и послевоенного периода считают, что этому способствовал приход к власти ультраправых в Европейских странах и резкий рост антисемитизма в Европе, что повлияло также на соседнюю Турцию. Что касается предполагаемого антисемитизма Атсыза, то его взгляды претерпели значительную эволюцию. Если в 1930-х годах он высказывался в духе: "евреи - наше несчастье", то после создания Израиля Атсыз выражал своё одобрение и даже восхищение действиями израильских евреев, сумевших создать собственное государство, в котором современность успешно соединялась с сохранёнными национально-культурными традициями. К арабам же Атсыз не испытывал сочувствия и не считал, что турки должны каким-либо образом помогать им (см. в частности его статью "Пустые разговоры об "Исламском единстве"").
Профессор Джейкоб М. Ландау в своей книге «Изучение истории Османской империи и Турции» пишет: «Атсыз был большим поклонником расовых теорий нацистской Германии, неоднократно выражая некоторые из них в своих собственных работах в течение 1930-х и 1940-х годов (называя турок «господствующей расой»). В его статьях снова и снова утверждалось, что Пантюркизм может и должен быть достигнут военным методом».

## Процесс расистов-туранистов (1944)
Правительство Турции обвиняло Нихаля Атсыза в том, что он якобы тесно сотрудничал фашистскими и нацистскими политическими деятелями Европы (такими как Юлиус Штрейхер), в поддержке установления в Турции прогерманского правительства и вступлении Турции во Вторую мировую войну на стороне стран оси. После этих скандалов началось знаменитое судебное дело Процесс расистов-туранистов в 1944 году. На самом деле эти обвинения в основном были фальшивыми и критики никаких доказательств привести не смогли. С тех пор 3 мая отмечается в тюркских странах как День тюркизма.

## Творчество
В 1932 году Атсыз начал выпускать журнал «Türkcü ve Köycü», среди авторов которого был и Заки Валиди. Это было одно из первых изданий в республиканской Турции, где пропагандировался тюркизм. Нихаль Атсыз написал много книг, статей, рассказов и стихов.
Романы
- 1941 — Dalkavuklar Gecesi
- 1946 — Yolların Sonu
- 1946 — Bozkurtların Ölümü
- 1949 — Bozkurtlar Diriliyor
- 1958 — Deli Kurt
- 1959 — Z Vitamini
- 1972 — Ruh Adam

Повести
- Dönüş
- Şehitlerin Duası
- Erkek — Kız
- İki Onbaşı, Galiçya 1917
- Her Çağın Masalı: Boz Doğanla Sarı Yılan

## Последние годы жизни
С 1952 по 1969 год Нихаль Атсыз работал сотрудником библиотеки соборной мечети Сулеймания в Стамбуле. На этот период жизни приходится создание наиболее важных его произведений в области литературы, истории и тюркизма. Нихаль Атсыз был разносторонне талантливым человеком. Он был крупным романистом, поэтом, публицистом, преподавателем, мыслителем, идеологом и пропагандистом тюркизма. Вся его деятельность в качестве преподавателя, писателя и поэта служила основной его задаче — утверждению идей тюркизма в обществе. Об этом говорят даже названия его наиболее популярных и известных романов: «Смерть серых волков» (1946), «Серые волки оживают» (1949), «Сумасшедший волк» (1958).

## Смерть
Нихаль Атсыз умер от инфаркта (сердечный приступ) 11 декабря 1975 года. Он оставил после себя 7 крупных романов, 38 стихотворений, 30 научных трудов в области тюркской истории и литературы, 40 статей в Турецкой энциклопедии и около 450 статей в различных журналах.